# Нівкі-Крашовські
Нівкі-Крашовські (пол. Niwki Kraszowskie) — село в Польщі, у гміні Мендзибуж Олесницького повіту Нижньосілезького воєводства.
Населення — 223 особи (2011).
У 1975-1998 роках село належало до Каліського воєводства.

## Демографія
Демографічна структура станом на 31 березня 2011 року:
|          | Загалом | Допрацездатний вік | Працездатний вік | Постпрацездатний вік |
| -------- | ------- | ------------------ | ---------------- | -------------------- |
| Чоловіки | 99      | 27                 | 63               | 9                    |
| Жінки    | 124     | 46                 | 68               | 10                   |
| Разом    | 223     | 73                 | 131              | 19                   |